# Штайн-ам-Райн
Штайн-ам-Райн (нем. Stein am Rhein) — старинный город в Швейцарии, в кантоне Шаффхаузен.
Население города составляет около 4187 человек (на 2007 год). Официальный код — 2964.

## История
В феврале 1945 г. город по ошибке бомбили американские ВВС, при этом погибло 9 человек.

## Достопримечательности
Штайм-ам-райн – старинный город и его достопримечательностями можно назвать все. От большого количество домов с живописными росписями по штукатурке на главной улице, размеры и сюжеты которых невероятно разнообразные (От античных, библейских и средневековых ), до Замков и старинной архитектуры города.

## Персоналии
- Шмидт, Иоганн Рудольф (1590—1667) — австрийский дипломат, художник и коллекционер.

## Галерея

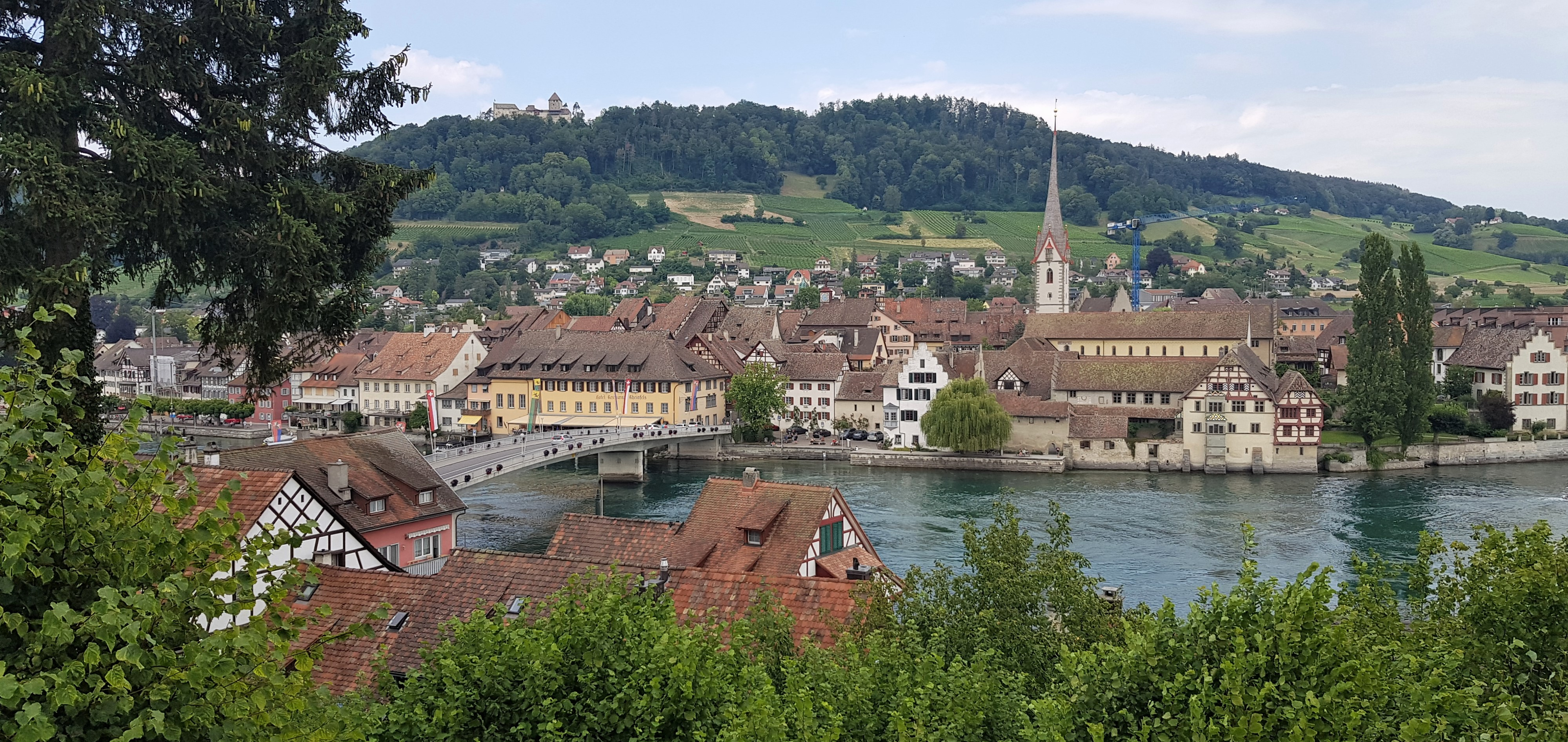
Вид на бывший монастырь святого Георгия и на замок Хоэнклинген
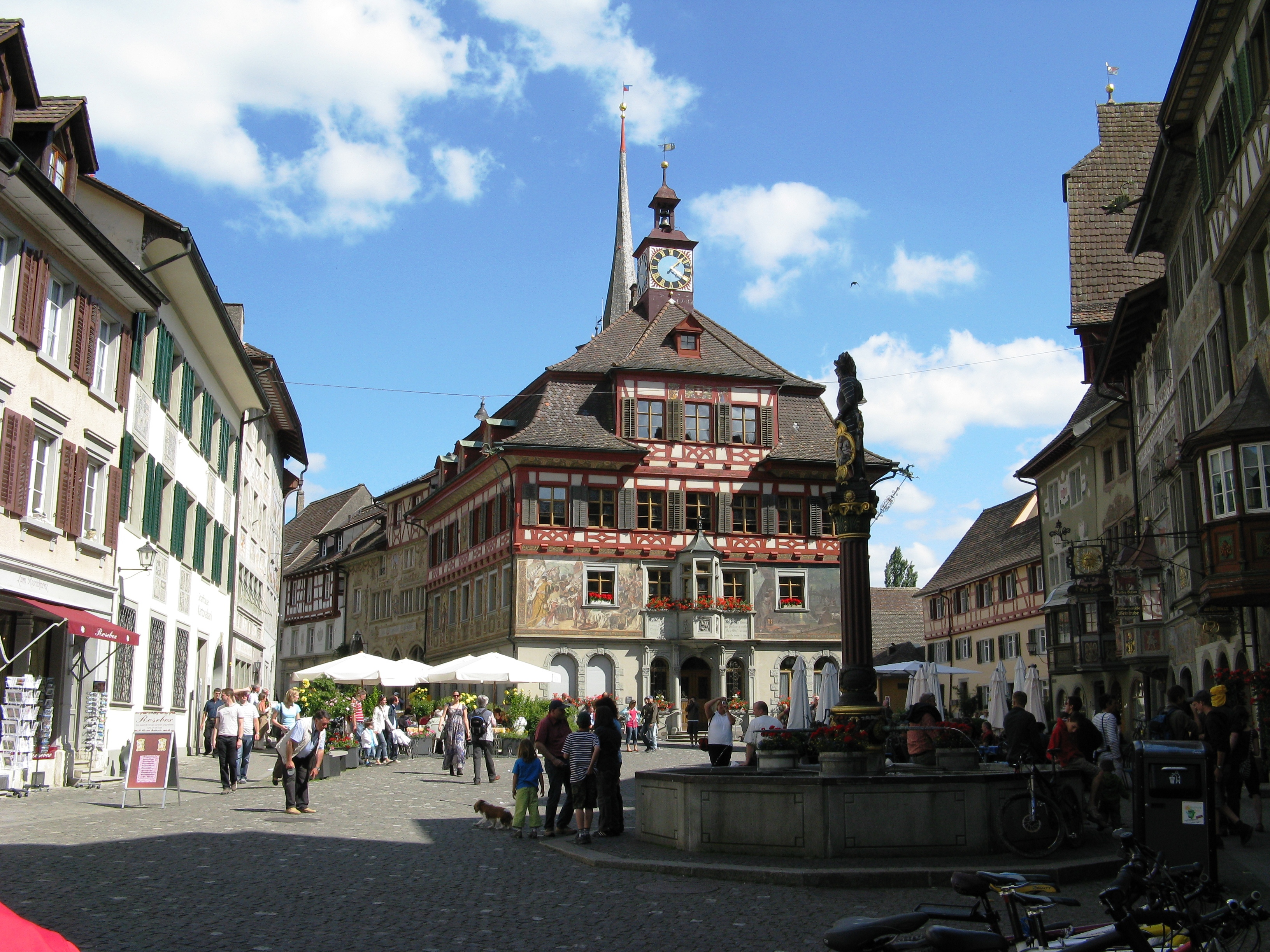
Ратушная площадь
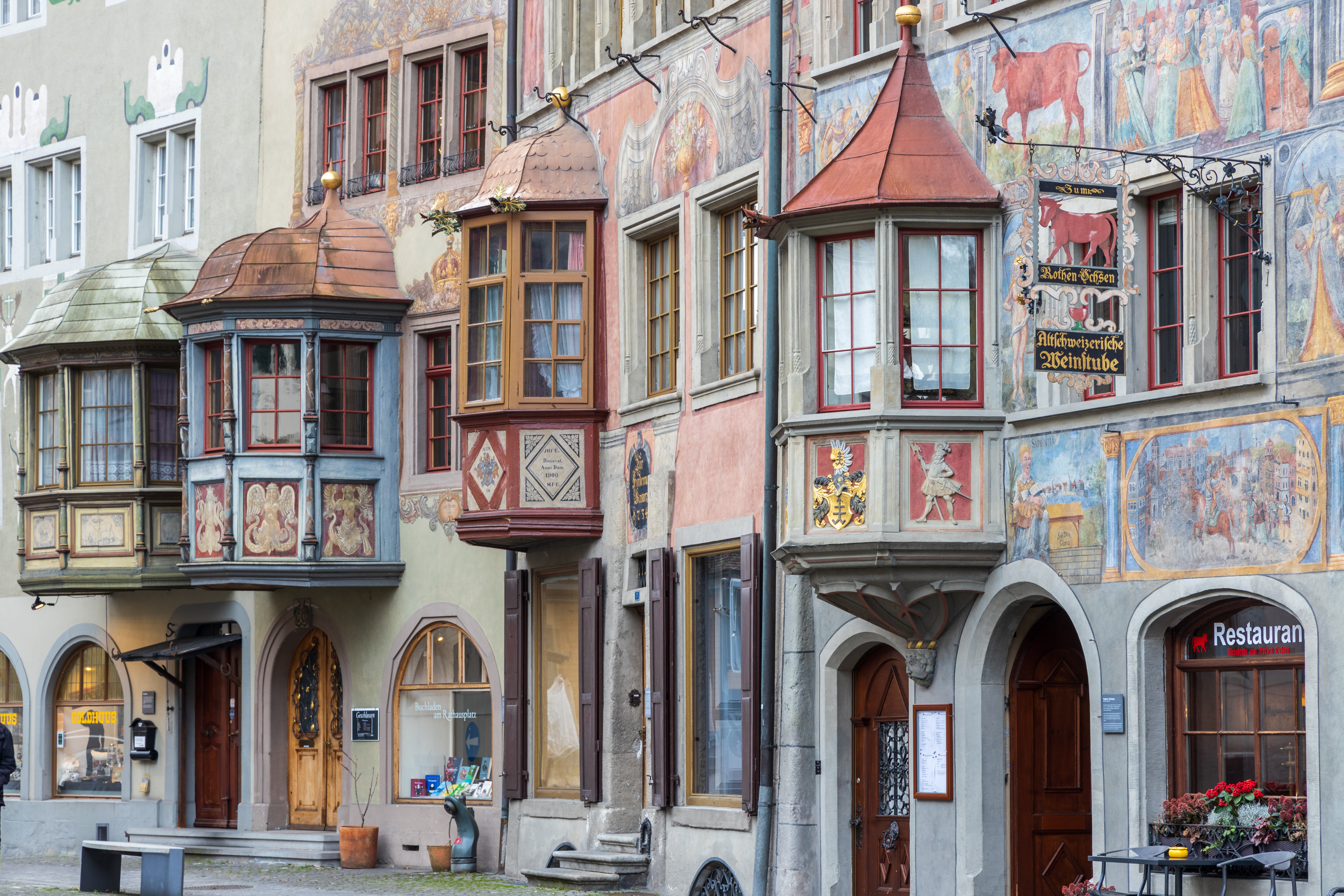
Фасады старинных зданий в Старом городе
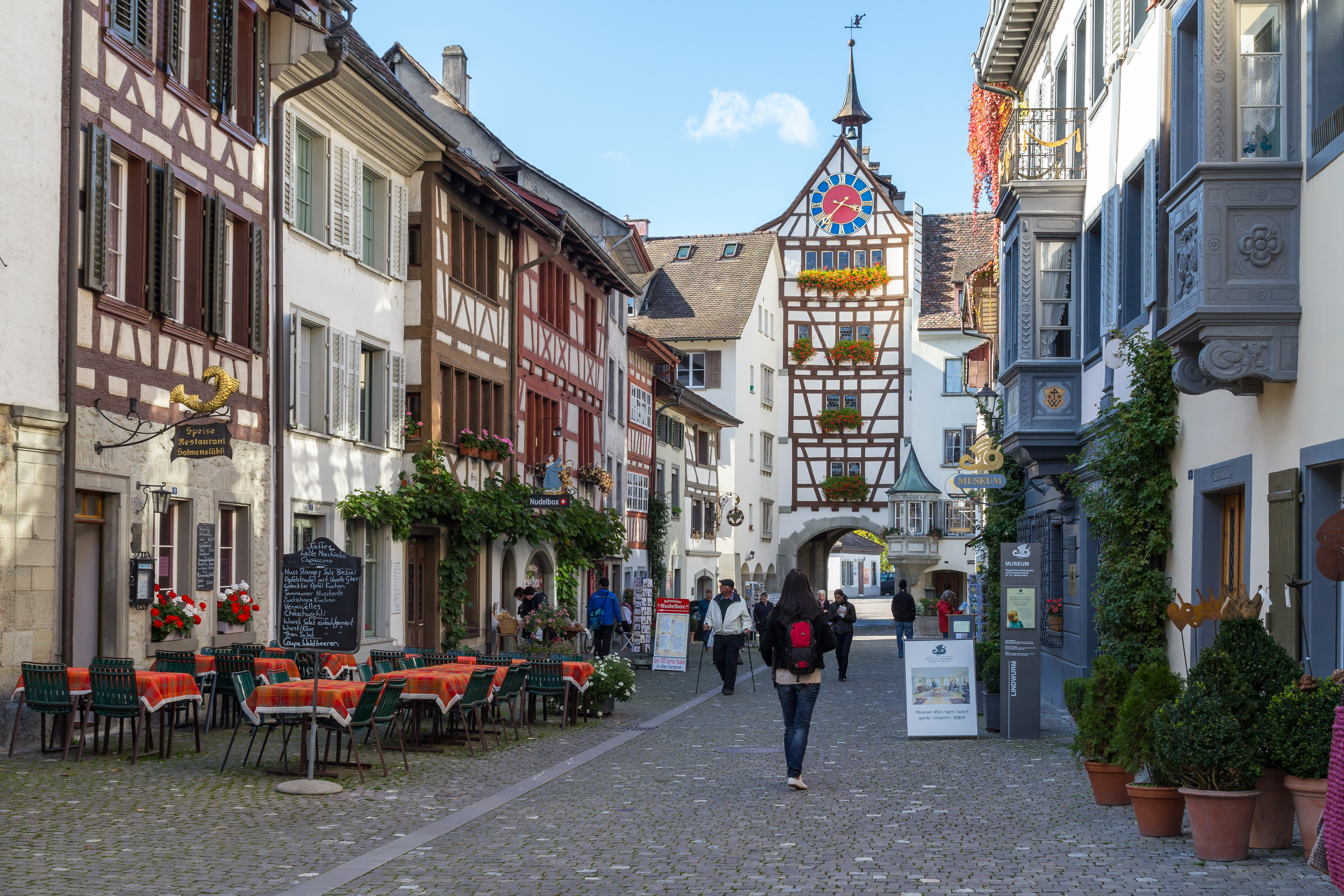
Городские ворота